# Julian Ryerson
Julien Ryerson (Lyngdal, 17 november 1997) is een Noors voetballer die sinds januari 2023 uitkomt voor Borussia Dortmund.

## Clubcarrière
Ryerson ruilde in 2013 de jeugdopleiding van Lyngdal IL voor die van Viking FK. Op 24 juli 2015 maakte hij zijn officiële debuut in het eerste elftal van de club: in de 0-3-competitiezege tegen IK Start liet trainer Kjell Jonevret hem in de slotfase invallen. Op de slotspeeldag van de competitie mocht hij eveneens in de blessuretijd invallen, ditmaal tegen Mjøndalen IF Fotball. In 2017 degradeerde hij met de club naar de 1. divisjon. De club keerde na een jaar weer terug naar het hoogste niveau, maar wel zonder Ryerson, die halverwege het seizoen een driejarig contract ondertekende bij de Duitse tweedeklasser 1. FC Union Berlin.
In zijn debuutseizoen dwong hij met de club meteen promotie naar de Bundesliga af. Het aandeel van Ryerson hierin was niet zo groot: in de barragewedstrijden tegen VfB Stuttgart speelde hij in de terugwedstrijd (0-0-gelijkspel na een 2-2-gelijkspel buitenshuis) weliswaar een hele wedstrijd, maar in de reguliere competitie kreeg hij naast zes invalbeurten slechts twee basisplaatsen. Ook in zijn eerste jaren in de Bundesliga was hij nog geen vaste waarde in de basiself van de hoofdstedelingen.
In januari 2023 versierde Ryerson een transfer naar Borussia Dortmund, waar hij een contract tot medio 2026 ondertekende.

## Interlandcarrière
Ryerson debuteerde in 2015 als Noors jeugdinternational. Op 18 november 2020 maakte hij zijn debuut voor  Noorwegen: in de Nations League-wedstrijd tegen Oostenrijk (1-1-gelijkspel) liet interim-bondscoach Leif Gunnar Smerud hem starten.

## Privé
- Ryerson is de neef van voetballer Mathias Rasmussen.[6]